# (7711) Říp
(7711) Říp, désignation internationale (7711) Rip, est un astéroïde de la ceinture principale.

## Description
(7711) Rip est un astéroïde de la ceinture principale. Il fut découvert le 2 décembre 1994 à l'Observatoire Kleť par Zdeněk Moravec. Il présente une orbite caractérisée par un demi-grand axe de 3,07 UA, une excentricité de 0,27 et une inclinaison de 12,2° par rapport à l'écliptique.

## Compléments